# Hans Christoph Ade
Hans Christoph Ade, auch früher Hanns Christoph Ade, geboren als Johann Christoph Ade  (* 15. September 1888 in Kempten; † 13. Oktober 1981 in München) war ein deutscher Schriftsteller.
Nach dem Abitur studierte er an den Universitäten Heidelberg und Universität München, wo er 1913 zum Dr. phil. promovierte. Von 1920 bis 1953 war er als Lehrer tätig. Als Oberstudienrat a. D. ging er in den Ruhestand.
Seit 1911 legte er mehrere Bücher und Gedichte vor. Von 1925 bis 1937 war er Schriftleiter der Zeitschrift Die Säule.